# Victorino Antilef
Victorino Ernesto Antilef Ñanco (Antilhue, Regió de Los Ríos, 20 de setembre de 1969) és un educador i polític maputxe xilè. El 2021 va ser escollit membre de la Convenció Constitucional xilena en representació del poble maputxe, en un dels set escons reservats a aquest poble originari.

## Orígens i trajectòria
Antilef va néixer el 20 de setembre de 1969 al lof d'Antilhue, Regió de Los Ríos. Antilef va créixer a la seva localitat natal i parla amb fluïdesa el mapudungun.
Va iniciar el seus estudis a l'escola rural d'Antilhue i, posteriorment, va estudiar l'educació secundària al liceu Camilo Henríquez de Lanco. A nivell superior, es va formar com a professor d'Educació primària, amb menció especial en Llenguatge, a la Pontifícia Universitat Catòlica de Xile. Antilef és membre de l'Associació Maputxe Kalfulikan de Los Ríos.
Com a professor d'educació intercultural ha assistit a esdeveniments organitzats per institucions com la Universitat Austral de Xile i la Universitat de la Frontera per a promoure el coneixement cultural maputxe. Una àrea de revitalització cultural ha emfatitzat en ocasions ha estat la protecció dels esports tradicionals maputxe, com ara un joc de pal i pilota com el palin (en castellà, "chueca").

## Convenció Constitucional
El 2021 es va postular per a un dels set escons reservats al poble maputxe a la Convenció Constitucional xilena. Tot i obtenir 7.343 vots, un 3,41% dels vots emesos per l'electorat maputxe, no va ser escollit de forma directa com a representant. No obstant això, va accedir a l'òrgan públic en substitució de Carmen Caifil per un efecte de paritat de gènere. Durant les eleccions a la presidència de la Convenció Constitucional va donar suport a la també activista maputxe Elisa Loncón, que finalment va ser elegida.
Com a membre de la Convenció Constitucional xilena, va impulsar la «revitalització cultural» dels costums maputxe. Antilef va assenyalar la política mediambiental com a principal preocupació i va manifestar que «és fonamental començar a parlar de la naturalesa com a subjecte de dret». En aquesta línia, va relacionar la causa de la preservació de l'entorn amb la de preservar les cultures indígenes i va explicar que l'entorn natural tenia un significat espiritual per al poble maputxe entrellaçat amb els valors culturals maputxe.